# Playboys
Playboys je druhé studiové album skupiny The Rasmus. Vyšlo v roce 1997.

## Seznam skladeb
1. Playboys
2. Blue
3. Ice
4. Sophia
5. Wicked Moments
6. Well Well
7. Sold
8. Carousel
9. Jailer
10. Kola
11. Raggatip
12. Violence
13. Panda